# Copa Bofrost
La Copa Bofrost —llamada anteriormente Trofeo Fujifilm (1986–1987), Copa de las Naciones (1989–1997) y Copa Sparkassen (1998–2001)— fue una competición internacional de patinaje artístico sobre hielo en la categoría sénior que tuvo lugar en Alemania anualmente desde 1986 hasta 2004. Los patinadores competían en las modalidades de patinaje individual masculino, femenino, patinaje en parejas y danza sobre hielo.
La competición formaba parte de la serie del Grand Prix de patinaje artístico sobre hielo desde los comienzos de esta en 1995 hasta 2003, cuando fue reemplazada en la serie por la Copa de China. En 2003 y 2004 tuvo lugar con un formato modificado: en lugar del programa corto, los patinadores individuales y parejas realizaban una serie de saltos y elementos obligatorios, seguidos por el programa libre. En danza sobre hielo, las parejas efectuaban las danza original y la danza libre.

## Medallistas

### Patinaje individual masculino
| Medallistas | Medallistas                  | Medallistas                  | Medallistas                  | Medallistas                  |
| ----------- | ---------------------------- | ---------------------------- | ---------------------------- | ---------------------------- |
| Año         | Ubicación                    | Oro                          | Plata                        | Bronce                       |
| 1986        | Fráncfort del Meno           | Petr Barna                   | Alessandro Riccitelli        | Zhang Shubin                 |
| 1987        |                              | Christopher Bowman           | Vladímir Petrenko            | Makoto Kano                  |
| 1988        | No se celebró la competición | No se celebró la competición | No se celebró la competición | No se celebró la competición |
| 1989        | Gelsenkirchen                | Petr Barna                   | Víktor Petrenko              | Paul Wylie                   |
| 1990        | Gelsenkirchen                | Kurt Browning                | Todd Eldredge                | Ronny Winkler                |
| 1991        | Gelsenkirchen                | Mark Mitchell                | Mirko Eichhorn               | Daniel Weiss                 |
| 1992        | Gelsenkirchen                | Todd Eldredge                | Alekséi Urmánov              | Viacheslav Zagorodniuk       |
| 1993        | Gelsenkirchen                | Víktor Petrenko              | Scott Davis                  | Sébastien Britten            |
| 1994        | Gelsenkirchen                | Elvis Stojko                 | Shepherd Clark               | Dmitri Dmitrenko             |
| 1995        | Gelsenkirchen                | Viacheslav Zagorodniuk       | Alekséi Urmánov              | Todd Eldredge                |
| 1996        | Gelsenkirchen                | Alekséi Urmánov              | Dmitri Dmitrenko             | Alekséi Yagudin              |
| 1997        | Gelsenkirchen                | Elvis Stojko                 | Igor Pashkevich              | Aleksandr Abt                |
| 1998        | Gelsenkirchen                | Alekséi Yagudin              | Aleksandr Abt                | Andrejs Vlascenko            |
| 1999        | Gelsenkirchen                | Yevgueni Pliúshchenko        | Guo Zhengxin                 | Matthew Savoie               |
| 2000        | Gelsenkirchen                | Yevgueni Pliúshchenko        | Timothy Goebel               | Li Chengjiang                |
| 2001        | Gelsenkirchen                | Yevgueni Pliúshchenko        | Timothy Goebel               | Li Chengjiang                |
| 2002        | Gelsenkirchen                | Yevgueni Pliúshchenko        | Aleksandr Abt                | Li Chengjiang                |
| 2003        | Gelsenkirchen                | Stefan Lindemann             | Jeffrey Buttle               | Silvio Smalun                |
| 2004        | Gelsenkirchen                | Stefan Lindemann             | Ben Ferreira                 | Matthew Savoie               |

### Patinaje individual femenino
| Ladies' medalists | Ladies' medalists            | Ladies' medalists            | Ladies' medalists            | Ladies' medalists            |
| ----------------- | ---------------------------- | ---------------------------- | ---------------------------- | ---------------------------- |
| Año               | Ubicación                    | Oro                          | Plata                        | Bronce                       |
| 1986              | Fráncfort del Meno           | Dianne Takeuchi              | Caishu Fu                    | Cornelia Renner              |
| 1987              |                              | Midori Ito                   | Jill Trenary                 | Natalia Gorbenko             |
| 1988              | No se celebró la competición | No se celebró la competición | No se celebró la competición | No se celebró la competición |
| 1989              | Gelsenkirchen                | Tonya Harding                | Marina Kielmann              | Patricia Neske               |
| 1990              | Gelsenkirchen                | Kristi Yamaguchi             | Evelyn Großmann              | Karen Preston                |
| 1991              | Gelsenkirchen                | Nancy Kerrigan               | Marina Kielmann              | Laetitia Hubert              |
| 1992              | Gelsenkirchen                | Surya Bonaly                 | Tanya Bingert                | Marina Kielmann              |
| 1993              | Gelsenkirchen                | Tanja Szewczenko             | Oksana Bayul                 | Rena Inoue                   |
| 1994              | Gelsenkirchen                | Marina Kielmann              | Elena Liashenko              | Tanja Szewczenko             |
| 1995              | Gelsenkirchen                | Michelle Kwan                | Mariya Butyrskaya            | Nicole Bobek                 |
| 1996              | Gelsenkirchen                | Irina Slútskaya              | Tara Lipinski                | Vanessa Gusmeroli            |
| 1997              | Gelsenkirchen                | Tanja Szewczenko             | Irina Slútskaya              | Elena Liashenko              |
| 1998              | Gelsenkirchen                | Yelena Sokolova              | Yulia Lavrenchuk             | Mariya Butyrskaya            |
| 1999              | Gelsenkirchen                | Mariya Butyrskaya            | Elena Liashenko              | Irina Slútskaya              |
| 2000              | Gelsenkirchen                | Mariya Butyrskaya            | Sarah Hughes                 | Tatiana Malínina             |
| 2001              | Gelsenkirchen                | Mariya Butyrskaya            | Yoshie Onda                  | Angela Nikodinov             |
| 2002              | Gelsenkirchen                | Yoshie Onda                  | Fumie Suguri                 | Susanna Pöykiö               |
| 2003              | Gelsenkirchen                | Joannie Rochette             | Susanna Pöykiö               | Júlia Sebestyén              |
| 2004              | Gelsenkirchen                | Jane Bugaeva                 | Constanze Paulinus           | Annie Bellemare              |

### Patinaje en parejas
| Pairs medalists | Pairs medalists              | Pairs medalists                          | Pairs medalists                       | Pairs medalists                     |
| --------------- | ---------------------------- | ---------------------------------------- | ------------------------------------- | ----------------------------------- |
| Año             | Ubicación                    | Oro                                      | Plata                                 | Bronce                              |
| 1986            | Fráncfort del Meno           | Melanie Gaylor / Lee Barkell             | Colette May / Carl Nelson             | Kerstin Kiminus / Stefan Pfrengle   |
| 1987            |                              | Jill Watson / Peter Oppegard             | Laurene Collin / John Penticost       | Brigitte Groh / Holger Maletz       |
| 1988            | No se celebró la competición | No se celebró la competición             | No se celebró la competición          | No se celebró la competición        |
| 1989            | Gelsenkirchen                | Yelena Bechke / Denis Petrov             | Peggy Schwarz / Alexander König       | Calla Urbanski / Mark Naylor        |
| 1990            | Gelsenkirchen                | Natalia Mishkutiónok / Artur Dmítriev    | Christine Hough / Doug Ladret         | Radka Kovaříková / René Novotný     |
| 1991            | Gelsenkirchen                | Isabelle Brasseur / Lloyd Eisler         | Yevguéniya Shishkova / Vadim Naúmov   | Radka Kovaříková / René Novotný     |
| 1992            | Gelsenkirchen                | Mandy Wötzel / Ingo Steuer               | Kyoko Ina / Jason Dungjen             | Oksana Kazakova / Dmitri Sujanov    |
| 1993            | Gelsenkirchen                | Yevguéniya Shishkova / Vadim Naúmov      | Mandy Wötzel / Ingo Steuer            | Kyoko Ina / Jason Dungjen           |
| 1994            | Gelsenkirchen                | Mandy Wötzel / Ingo Steuer               | Oksana Kazakova / Dmitri Sujanov      | Stephanie Stiegler / Lance Travis   |
| 1995            | Gelsenkirchen                | Marina Yeltsova / Andréi Bushkov         | Mandy Wötzel / Ingo Steuer            | Yelena Berezhnaya / Oleg Sliajov    |
| 1996            | Gelsenkirchen                | Mandy Wötzel / Ingo Steuer               | Marina Yeltsova / Andréi Bushkov      | Kyoko Ina / Jason Dungjen           |
| 1997            | Gelsenkirchen                | Mandy Wötzel / Ingo Steuer               | Yelena Berezhnaya / Antón Sijarulidze | Evgenia Filonenko / Igor Marchenko  |
| 1998            | Gelsenkirchen                | Mariya Petrova / Alekséi Tíjonov         | Peggy Schwarz / Mirko Müller          | Tiffany Stiegler / Johnnie Stiegler |
| 1999            | Gelsenkirchen                | Mariya Petrova / Alekséi Tíjonov         | Jamie Salé / David Pelletier          | Shen Xue / Zhao Hongbo              |
| 2000            | Gelsenkirchen                | Sarah Abitbol / Stéphane Bernadis        | Mariya Petrova / Alekséi Tíjonov      | Tatiana Totmianina / Maksim Marinin |
| 2001            | Gelsenkirchen                | Shen Xue / Zhao Hongbo                   | Kyoko Ina / John Zimmerman            | Mariya Petrova / Alekséi Tíjonov    |
| 2002            | Gelsenkirchen                | Shen Xue / Zhao Hongbo                   | Yúliya Obertás / Alexei Sokolov       | Dorota Zagórska / Mariusz Siudek    |
| 2003            | Gelsenkirchen                | Valérie Marcoux / Craig Buntin           | Yúliya Obertás / Serguéi Slavnov      | Elizabeth Putnam / Sean Wirtz       |
| 2004            | Gelsenkirchen                | Viktoria Borzenkova / Andréi Chuviliayev | Valérie Marcoux / Craig Buntin        | Rebecca Handke / Daniel Wende       |

### Danza sobre hielo
| Ice dancing medalists | Ice dancing medalists        | Ice dancing medalists                   | Ice dancing medalists                   | Ice dancing medalists                   |
| --------------------- | ---------------------------- | --------------------------------------- | --------------------------------------- | --------------------------------------- |
| Año                   | Ubicación                    | Oro                                     | Plata                                   | Bronce                                  |
| 1986                  | Fráncfort del Meno           | Lia Trovati / Roberto Pelizzola         | Elizabeth Coates / Alan Abretti         | Dominique Yvon / Frédéric Palluel       |
| 1987                  |                              | Marina Klimova / Sergei Ponomarenko     | Antonia Becherer / Ferdinand Becherer   | Michela Malingambi / Andrea Gilardi     |
| 1988                  | No se celebró la competición | No se celebró la competición            | No se celebró la competición            | No se celebró la competición            |
| 1989                  | Gelsenkirchen                | Maya Usova / Aleksandr Zhulin           | Suzanne Semanick / Ron Kravette         | Andrea Weppelmann / Hendryk Schamberger |
| 1990                  | Gelsenkirchen                | Irina Románova / Igor Yaroshenko        | April Sargent / Russ Witherby           | Anna Croci / Luca Mantovani             |
| 1991                  | Gelsenkirchen                | Tatiana Navka / Samuel Gezalian         | Kateřina Mrázová / Martin Šimeček       | April Sargent-Thomas / Russ Witherby    |
| 1992                  | Gelsenkirchen                | Anzhelika Krylova / Vladímir Fiódorov   | Stefania Calegari / Pasquale Camerlengo | Jennifer Goolsbee / Hendryk Schamberger |
| 1993                  | Gelsenkirchen                | Irina Románova / Igor Yaroshenko        | Kateřina Mrázová / Martin Šimeček       | Yelena Kustarova / Oleg Ovsiánnikov     |
| 1994                  | Gelsenkirchen                | Marina Anissina / Gwendal Peizerat      | Margarita Drobiazko / Povilas Vanagas   | Jennifer Boyce / Michel Brunet          |
| 1995                  | Gelsenkirchen                | Anzhelika Krylova / Oleg Ovsiánnikov    | Irina Románova / Igor Yaroshenko        | Irina Lobachova / Iliá Averbuj          |
| 1996                  | Gelsenkirchen                | Anzhelika Krylova / Oleg Ovsiánnikov    | Shae-Lynn Bourne / Viktor Kraatz        | Sophie Moniotte / Pascal Lavanchy       |
| 1997                  | Gelsenkirchen                | Anzhelika Krylova / Oleg Ovsiánnikov    | Marina Anissina / Gwendal Peizerat      | Irina Románova / Igor Yaroshenko        |
| 1998                  | Gelsenkirchen                | Anzhelika Krylova / Oleg Ovsiánnikov    | Shae-Lynn Bourne / Viktor Kraatz        | Kati Winkler / René Lohse               |
| 1999                  | Gelsenkirchen                | Shae-Lynn Bourne / Viktor Kraatz        | Kati Winkler / René Lohse               | Albena Denkova / Maksim Staviski        |
| 2000                  | Gelsenkirchen                | Barbara Fusar-Poli / Maurizio Margaglio | Margarita Drobiazko / Povilas Vanagas   | Shae-Lynn Bourne / Viktor Kraatz        |
| 2001                  | Gelsenkirchen                | Barbara Fusar-Poli / Maurizio Margaglio | Marie-France Dubreuil / Patrice Lauzon  | Natalia Romaniuta / Danil Barantsev     |
| 2002                  | Gelsenkirchen                | Albena Denkova / Maksim Staviski        | Galit Chait / Sergei Sakhnovsky         | Kati Winkler / René Lohse               |
| 2003                  | Gelsenkirchen                | Marie-France Dubreuil / Patrice Lauzon  | Kati Winkler / René Lohse               | Federica Faiella / Massimo Scali        |
| 2004                  | Gelsenkirchen                | Albena Denkova / Maksim Staviski        | Isabelle Delobel / Olivier Schoenfelder | Yekaterina Rubliova / Iván Shéfer       |